# Eragrostis ciliaris
Eragrostis ciliaris är en gräsart som först beskrevs av Carl von Linné, och fick sitt nu gällande namn av Robert Brown. Enligt Catalogue of Life ingår Eragrostis ciliaris i släktet kärleksgrässläktet och familjen gräs, men enligt Dyntaxa är tillhörigheten istället släktet kärleksgrässläktet och familjen gräs. Arten förekommer tillfälligt i Sverige, men reproducerar sig inte. Inga underarter finns listade i Catalogue of Life.